# 李养抡
李养抡，山东菏泽人，是一名清朝政治人物。
李养抡曾于1789年接替於一芳任嘉定县知县一职，1789年由於一芳接任。